# Concours Eurovision des jeunes musiciens 2000
Le Concours Eurovision des jeunes musiciens 2000 fut la dixième édition de ce concours. La finale fut organisée au Grieg Concert Hall, à Bergen, en Norvège le 15 juin 2000. 
- Pays ayant sélectionné leur artiste et/ou leur chanson
- Pays ayant participé dans le passé, mais pas en 2000
- Pays participants non qualifiés pour la finale

Vienne 1998 Berlin 2002
Des jeunes musiciens de 8 pays participèrent à la finale télévisée de cette édition. Ils furent tous accompagnés par le Bergen Philharmonic Orchestra, sous la direction de Simone Young.

## Résultats de la finale
| Rang | Pays       | Chanteur             | Instrument  |
| ---- | ---------- | -------------------- | ----------- |
| 1    | Pologne    | Stanislaw Drzewiecki | Piano       |
| 2    | Finlande   | Timo-Veikko Valve    | Violoncelle |
| 3    | Russie     | Nikolai Tokarev      | Piano       |
| -    | Autriche T | Martin Grubinger     | Percussion  |
| -    | France     | David Guerrier       | Trompette   |
| -    | Hongrie    | Ödön Rácz            | Contrebasse |
| -    | Pays-Bas   | Gwyneth Wentink      | Harpe       |
| -    | Norvège H  | David Coucheron      | Violon      |